# Johannes Minckwitz (författare)

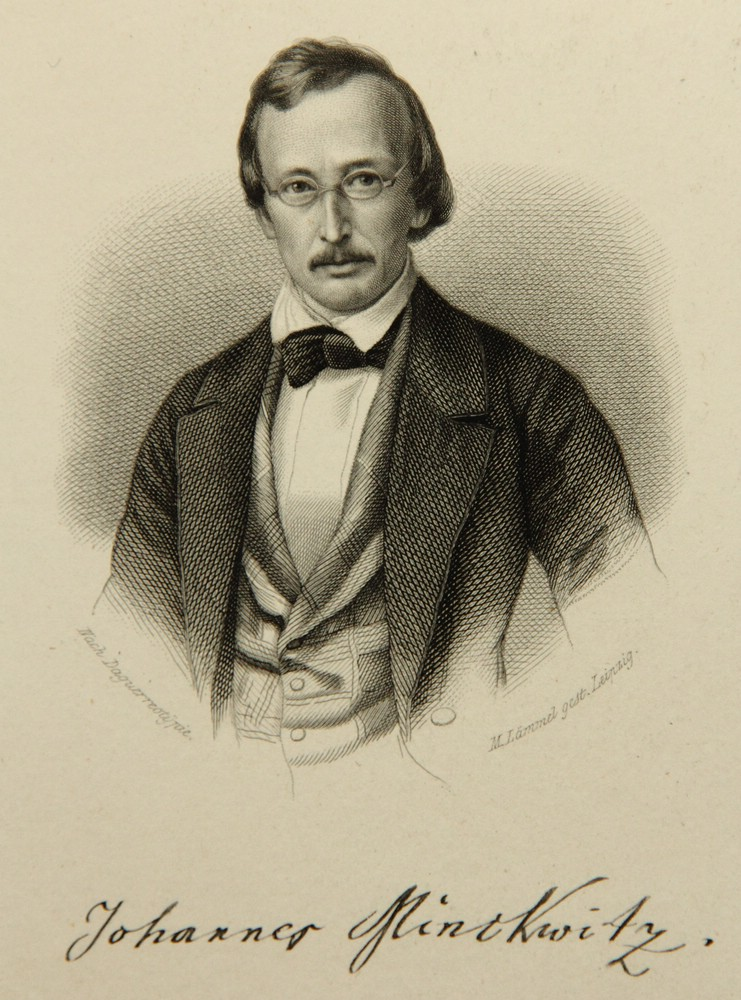
Johannes Minckwitz

Johannes Minckwitz, född 21 januari 1812 i Lückersdorf, Oberlausitz, död 29 december 1885 i Neuenheim vid Heidelberg, var en tysk filolog och översättare. Han var far till schackspelaren Johannes Minckwitz.
Minckwitz blev 1855 privatdocent och 1861 extra ordinarie professor i filologi vid Leipzigs universitet. Han var en hängiven beundrare av skalden August von Platen och skrev en biografi över denne (1838), utgav hans efterlämnade skrifter (1852) samt bemödade sig att i systematisk form fastställa hans metriska grundsatser, varvid han hamnade i den ensidigheten att vilja bygga den tyska versen väsentligen på kvantiteten i antik mening.

## Övriga skrifter i urval
- Lehrbuch der deutschen Verskunst oder Prosodie und Metrik (1844; flera upplagor)
- Taschenwörterbuch der Mythologie aller Völker (1852; sjätte upplagan 1883; "Allmänt mythologiskt handlexikon", 1853–62)
- Der neuhochdeutsche Parnass (1860; andra upplagan 1864)
- Katechismus der deutschen Poetik (1877)